# 족도리풀
족도리풀은 한국, 일본, 중국 등지에 분포하는 여러해살이풀로 뿌리 줄기는 옆으로 비스듬히 뻗으며, 잎은 두 장씩 나와 마주나는 것처럼 보인다. 잎 가장자리는 밋밋하며 잎자루는 길고 자줏빛이 돈다. 꽃은 잎 사이에서 나온 짧은 꽃대에 하나씩 피는데 지면에 거의 붙어 있고 붉은빛이 도는 자주색을 띠며, 통모양 꽃받침의 윗부분이 세 갈래로 갈라져서 뒤로 약간 말려 있다. 열매는 장과이며, 씨가 20개 정도 들어 있다. 세신이라고 불리는 뿌리줄기를 두통, 소화 불량 따위에 약재로 사용하고, 박하 사탕의 맛을 내는 원료로 쓰기도 한다.

## 재배 및 관리
배수가 잘 되는 비옥한 토양의 나무그늘에서 키운다. 직사광선을 싫어하며 밝은 반그늘에서 잘 자란다. 번식은 포기나무기와 씨뿌리기로 한다. 땅속줄기를 잘라 포기나누기를 하거나 씨를 뿌려 번식시키는데, 씨 뿌린 후 개화할 때까지 3~4년 걸린다.

## 이용
잎 또는 꽃을 보는 관화 식물로 재배한다. 한방에서는 세신, 소신, 세삼이라고 부르는데, 냉기를 가시게 하고 진해, 진통, 거담의 효과가 있다하여 뿌리와 잎을 약재로 이용한다.

## 이름
꽃봉오리의 모양이 옛날 부인들이 머리에 쓰는 족두리와 닮아서 붙여진 이름이다. 족도리를 취음하여 족두리로 쓰면서 표준어가 되었지만 식물명은 족도리풀로 쓴다.